# Di Galitzyaner Klezmorim
Di Galitzyaner Klezmorim – trio klezmerskie z Krakowa, wcześniej występowało pod nazwą Di Galitzyaner Klezmorim – Trio Galicyjskie.
Powstało w 1996 roku, założone przez studentów Akademii Muzycznej, w obecnym składzie działa od 1998 roku. Trio tworzy własne aranżacje tradycyjnych tematów klezmerskich. Brzmienie trio zapewnia klarnecistka Mariola Śpiewak, która gra na tym instrumencie solistycznie, towarzyszą jej Grzegorz Śpiewak na akordeonie i Rafał Seweryniak na kontrabasie.

## Skład zespołu
- Mariola Śpiewak (klarnet)
- Grzegorz Śpiewak (akordeon)
- Rafał Seweryniak (kontrabas)

## Dyskografia
- Ponad horyzont (2012)
- Nokh Amol (2003)
- Di Galitzyaner Klezmorim (2000)